# 김종민 (1992년)
김종민(한국 한자: 金宗旻, 1992년 8월 11일~)은 대한민국의 축구 선수로, 현재 포지션은 공격수이며, 현재 충남 아산 FC 소속이다.